# Bäck, Robertsfors kommun

Bäck är en liten by i Bygdeå socken i Robertsfors kommun i Västerbotten i Sverige.
Byn är belägen 5 kilometer norr om Bygdeå och cirka 10 kilometer söder om centralorten Robertsfors. Namnet kommer från en bäck som rinner genom byn. Det bor ungefär 50 personer i byn.